# Benton MacKaye Trail
Le Benton MacKaye Trail ou BMT est un sentier de randonnée pédestre long de 480 km de long situé dans les Appalaches, dans le sud-est des États-Unis. Il a été créé et est maintenu par la Benton MacKaye Trail Association et a été nommé en l'honneur de Benton MacKaye, le forestier américain qui a conçu l'idée du sentier des Appalaches en 1921. Le BMT va du Mont Springer en Géorgie jusqu'au Davenport Gap dans le Tennessee. Il traverse les États de Géorgie, du Tennessee et de Caroline du Nord. Son altitude minimale d'environ 233 m se trouve au point de traversée de la rivière Hiwassee dans le Tennessee ; son altitude maximale est de 1 781 m au sommet du Mont Sterling dans les Great Smoky Mountains, en Caroline du Nord.

### Sources
- (en) Tim Homan, Hiking the Benton MacKaye Trail: A guide to the Benton MacKaye trail from Georgia's Springer Mountain to Tennessee's Ocoee River, Peachtree Publishers, 2004 (ISBN 1561453110).
- (en) Benton MacKaye Trail Association, « Benton MacKaye Trail Association », 2006 (consulté le 2 mars 2006).